# Marit Larsen
Marit Elisabeth Larsen (n. 1 iulie 1983, Lørenskog, Akershus, Norvegia) este o cântăreață, compozitoare și textieră norvegiană.

## Legături externe
- Marit Larsen – Website oficial